# Rhein Neckar Theater
Das Rhein Neckar Theater (RNT) ist ein privates Theater in Mannheim. Es befindet sich im Komplex der Alten Seilerei im Stadtteil Neckarau. An rund 150 Spieltagen im Jahr werden wechselnde Stücke aus dem Bereich Komödie und Musical dargeboten.

## Geschichte

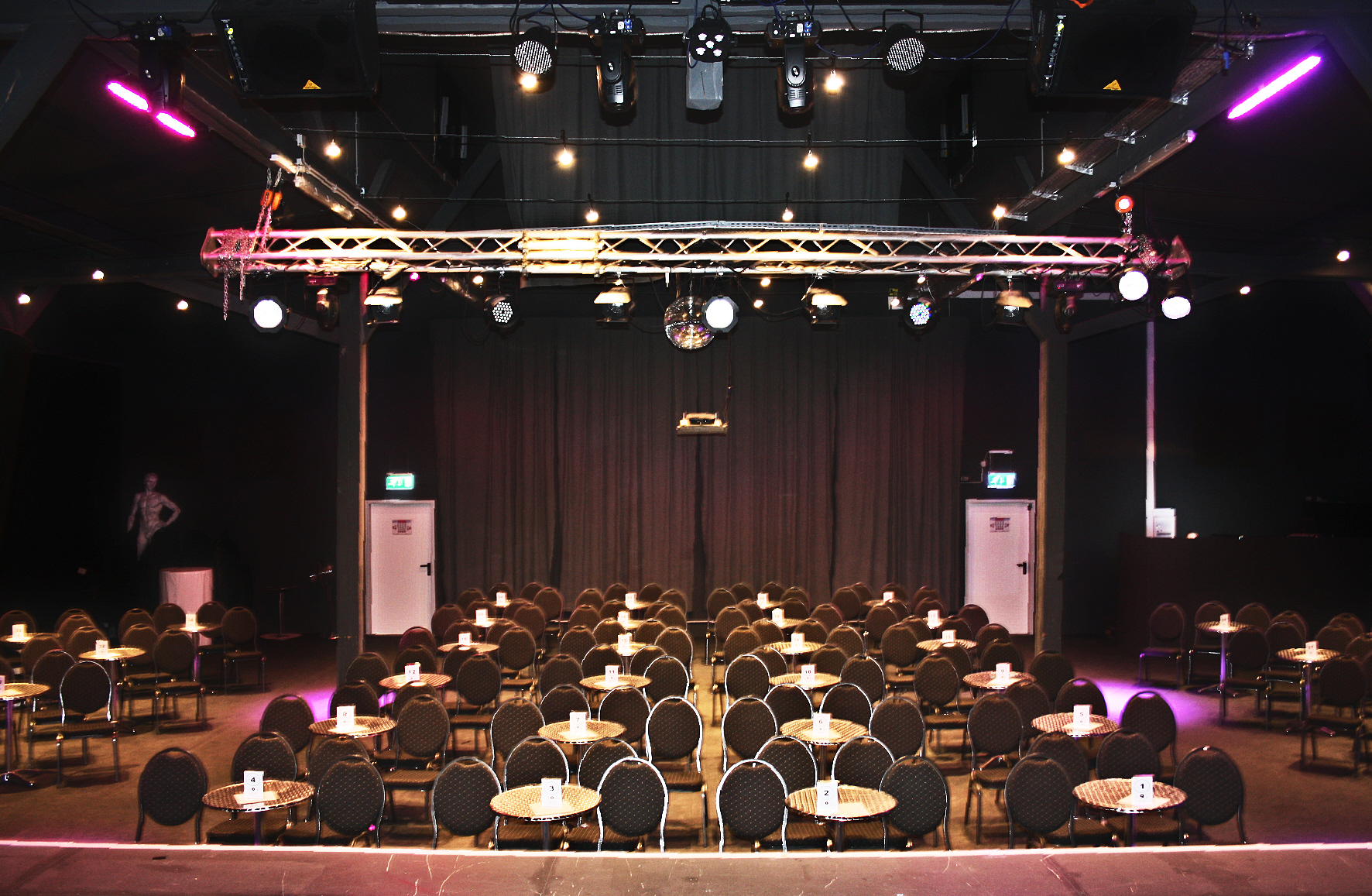
Blick von der Bühne in den Saal

Das Rhein Neckar Theater wurde im Jahr 2012 von Markus Beisel (Intendant) und Marco Haas (Gesellschafter und später auch Geschäftsführer) gegründet. 2019 übernahm Melanie Haag die Rolle als teilhabende Geschäftsführerin. Zusätzlich zum Saal mit knapp 200 Sitzplätzen bietet eine kleine Foyer-Bühne die Möglichkeit für Veranstaltungen in besonderer Atmosphäre. Neben dem regulären Spielbetrieb werden die Räumlichkeiten auch für private Feiern oder Firmenevents wie Betriebsfeiern oder Seminare genutzt. Die erste Vorstellung war am 13. September 2012 die Revue Let's Fetz, seitdem wurden 29 Produktionen aufgeführt, die zumeist aus der Feder von Markus Beisel stammen. Kostüme, Perücken und Bühnenbilder werden weitgehend in der hauseigenen Werkstatt hergestellt, wie unter anderem in einem Beitrag der ZDF-Drehscheibe zu sehen ist.

## Spielbetrieb

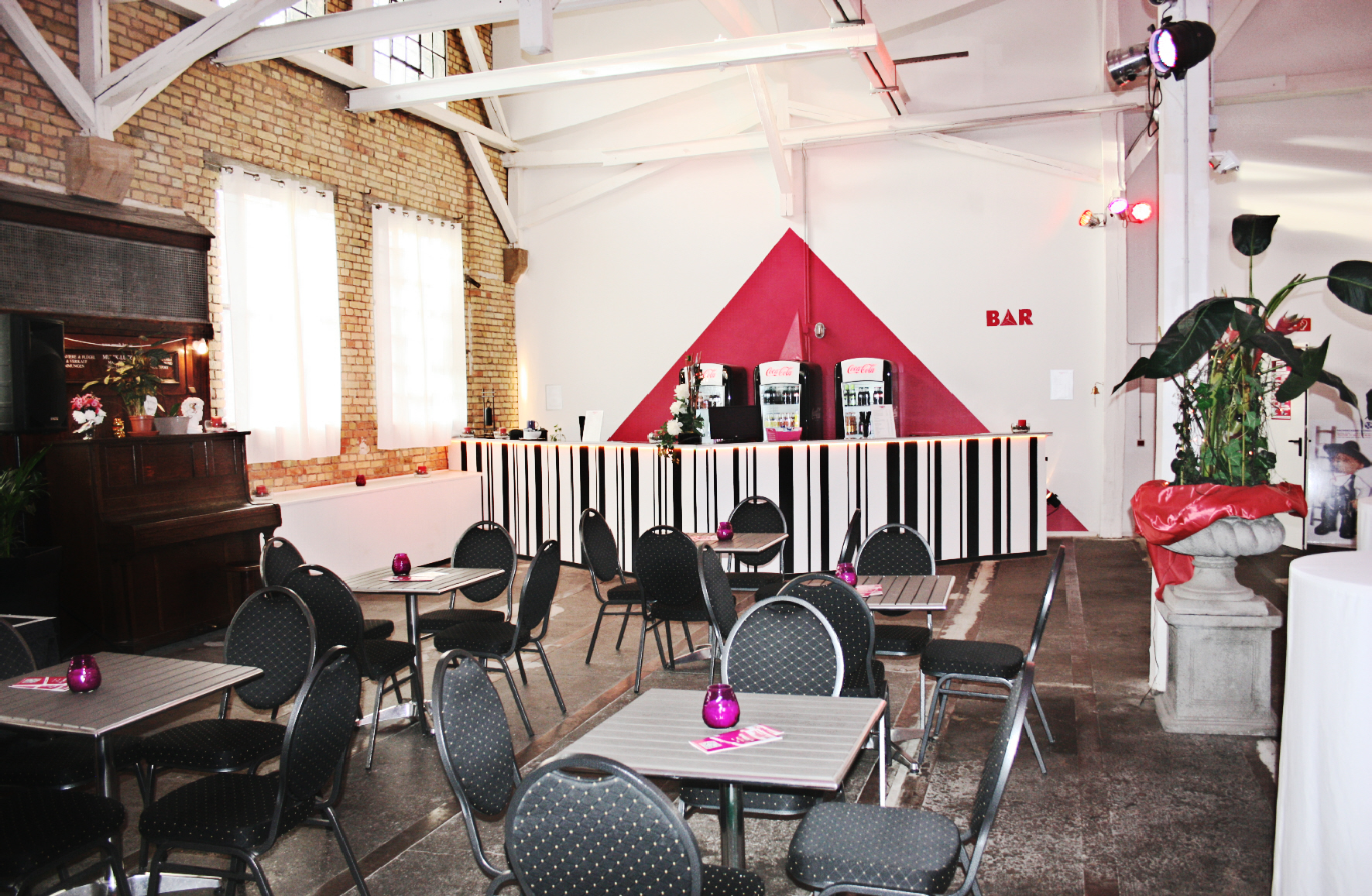
Das Foyer mit Bar

Der Spielplan bietet das ganze Jahr über vorwiegend an Wochenenden 10 bis 15 verschiedene Stücke, die in täglichem Wechsel aufgeführt werden. Hinzu kommen musikalische Sonderkonzerte von Gästen oder dem hauseigenen Ensemble.
Eines nach Angaben der Betreiber erfolgreichsten Stücke ist die Beziehungskomödie Männerschnupfen, die seit 2016 aufgeführt wird und seit 2021 mit Männerschnupfen 2 fortgesetzt wird.
Mit Monnem – doi Musical wurde 2017 zum ersten Mal ein Stück in kurpfälzischer Mundart in das bis dahin rein hochdeutsche Programm aufgenommen. Die witzige Geschichte zweier Marktfrauen und eines Beamten wird mit wissenswerten, skurrilen oder nutzlosen Fakten über die Stadt Mannheim und ihre Geschichte garniert.
Durch die Covid19-Pandemie wurde ab 2020 überall der Kulturbetrieb stark eingeschränkt. Dank dem großen Einsatz aller Beteiligter gelang es dem RNT, auf die sich ständig ändernde Lage schnell und flexibel zu reagieren und den Spielbetrieb immer dann wieder aufzunehmen, sobald es die gesetzlichen Vorgaben erlaubten. So war man phasenweise das einzige geöffnete Theater in Mannheim und hatte zwischenzeitlich sogar eine Vorreiterrolle hinsichtlich der Umsetzung von Hygienekonzepten und Abstandsregeln im laufenden Betrieb.
Um den anfangs unklaren Abstandsregeln und Kontaktbeschränkungen auf der Bühne zu begegnen, wurde innerhalb weniger Wochen mit Gut gegen Nordwind das erste nicht hauseigene Theaterstück inszeniert und im Juni 2020 zu mehreren Aufführungen gebracht. In diesem Stück interagieren die beiden Darsteller ausschließlich über E-Mail-Verkehr. Zur gleichen Zeit begann Markus Beisel das Einpersonenstück Isch fütter bloß die Katz zu schreiben, das mit Schauspielerin Petra Mott im Oktober 2020 uraufgeführt wurde.
Nach der Absage von Karnevalsveranstaltungen 2021 wurde über einen Live-Stream mit Humba Humba RNT eine virtuelle, vereinsübergreifende Prunksitzung produziert, an der sich fast alle Mannheimer Karnevalsvereine mit Beiträgen beteiligten. Im selben Jahr konnten die Premieren der Star-Trek-Parodie Raumschiff Sonderpreis und die Fortsetzung Männerschnupfen 2 realisiert werden.
Vom Frühjahr 2022 bis Juni 2025 wurden in Total abgehoben die Zuschauer zum Boarding bei der Fluggesellschaft „AirNT“ gebeten und erlebten ein schwindelerregend witziges Comedy-Musical. Im Herbst 2022 startete mit Der Gott des Gemetzels eine Inszenierung des preisgekrönten und verfilmten Theaterstücks von Yasmina Reza.
Bei der Mannheimer Bundesgartenschau 2023 wurden vom RNT regelmäßig Veranstaltungen auf der Seebühne im Luisenpark durchgeführt. Das Konzept „Schää isses uffem Wochemarkt“ lehnte an das Stück „Monnem – Doi Musical“ an. Die Marktweiber präsentierten mit frecher Schnauze verschiedene regionale Künstler in lockerer und spontaner Atmosphäre.
Die Mundart-Revue Du bischd so heeß wie ään Vulkan bietet deutsche Schlager in monnemarischem Dialekt – eine Kombination, die beim Mannheimer Publikum besonders gut ankommt. Schon vor der Premiere im Herbst 2023 war das Stück für die restliche Spielzeit ausverkauft, was ein Novum in der Geschichte des RNTs darstellt.

## Eigenproduktionen
Eine Spezialität des Rhein Neckar Theaters sind die Eigenproduktionen. Wo nicht anders vermerkt, hat Markus Beisel den Text und bei Musicals auch die Musik geschrieben.
- 2008: ABBA Hallo! Comedy-Revue (Oststadt Theater Mannheim)
- 2009–2014: ABBA Hallo 2. Comedy-Revue (Theaterschiff Bremen)
- 2012: Let's fetz. Comedy-Revue
- 2013–2014: Herzkloppä. Mundartkomödie
- 2015–2022: Dornröschen Diät. Comedy-Musical
- 2014: Krieg der Geranien. Komödie
- 2014: Aber bitte mit Schlager. Comedy-Musical (Autor Hardy Prothmann)
- 2015: Sophie & Inge. Comedy-Revue
- 2015: Halleluja. Musical
- 2016: WahnsinnsWeiber. Comedy-Musical
- Seit 2016: Männerschnupfen. Boulevardkomödie
- 2017: Nie wieder Alkohol. Comedy-Revue
- Seit 2017: Monnem – doi Musical! Comedy-Musical
- 2019: Wer ist eigentlich Paul? Komödie
- 2019–2024: Kollegen, Kollegen! Comedy-Musical
- 2020: Isch füdder bloß die Katz. Komödie
- 2020–2024: Raumschiff Sonderpreis. Comedy-Musical
- Seit 2021: Männerschnupfen 2. Boulevardkomödie
- 2022–2025: Total abgehoben. Comedy-Musical
- Seit 2023: Du bischd so heess wie aen Vulkan Revue. Mundart-Schlager-Revue
- Seit 2024: Hotel Hotel. Krimi-Musical
- Seit 2024: Ich träum so oft vom Fernsehgarten. Comedy-Musical
- ab 2025: Hansi ist ungefähr tot. Schwarze Komödie

## Sonstiges
Im Jahr 2014 wurde das Theater von der Stadt Mannheim als Finalist des Existenzgründerpreises ausgezeichnet.
Zur Unterstützung des Theaters wurde 2020 mit über 100 Mitgliedern der Verein „Freunde und Förderer des Rhein-Neckar-Theater e.V.“ gegründet.

## Ensemble (Auswahl)
Markus Beisel,
Denis Bode, Selina Brosio, Detlef Buchholz,
Henry Dahlke,
Sascha Fischer,
Petra Förster,
Francesca Galiano,
Barbara R. Grabowski,
Melanie Haag, Felicitas Hadzik, Michael Hanreich,
Patricia Kain, Selma Kirschner,
Thomas Koob,
Hartmut Lehnert,
Irena Moser-Müller, Petra Mott, Ewa Niren
und Rosa Sutter.

## Regie
Markus Beisel, Felicitas Hadzik, Danilo Fioriti, Petra Förster und Marion La Marché.